# Elezioni generali in Uganda del 2021
Le elezioni generali in Uganda del 2021 si sono tenute il 14 gennaio per l'elezione del Presidente e il rinnovo del Parlamento.
Il Presidente uscente Yoweri Museveni si è riconfermato per il sesto mandato consecutivo; l'esito elettorale è stato contestato dalle opposizioni, che hanno denunciato brogli e irregolarità.
Bobi Wine, il principale candidato d'opposizione, è stato sostenuto dalla Piattaforma di Unità Nazionale. La campagna elettorale del 2020 è stata contraddistinta dalle violenze perpetrate dalle autorità ugandesi nei confronti dell'opposizione. La polizia ha sparato contro l'auto di Bobi Wine, spingendolo a sospendere brevemente la sua campagna. Una sua guardia del corpo è stata uccisa. Oltre 50 sostenitori dell'opposizione sono stati uccisi dalle forze di sicurezza. Nel novembre 2020 Bobi Wine è stato arrestato. Era già stato arrestato nel luglio 2018 per aver guidato una protesta antigovernativa nella capitale, Kampala, senza aver ottenuto una previa autorizzazione, e il 30 aprile 2019 era stato incarcerato in una prigione di massima sicurezza. A fine dicembre 2020 le forze di sicurezza lo hanno arrestato nuovamente.
L'Unione europea, gli Stati Uniti d'America e l'ONU si sono rifiutati di monitorare le elezioni poiché a diversi loro funzionari è stato negato l'accreditamento.
È stata disposta la chiusura di Internet fino a quattro giorni dopo le elezioni.
Il 14 gennaio 2021, il giorno delle votazioni, è stato fermato dalle forze di sicurezza e posto agli arresti domiciliari, presso la sua abitazione nella periferia di Kampala. Dalle urne è risultato sconfitto: ha ricevuto complessivamente 3.475.298 di voti (pari al 34,83 per cento), meno di Yoweri Museveni che ha ottenuto 5.851.037 (pari a 58,64 per cento) ed è stato confermato presidente per il suo sesto mandato. L'esito elettorale è stato contestato dalle opposizioni, che hanno denunciato brogli e irregolarità. Lui ha sostenuto che Yoweri Museveni avrebbe organizzato un "colpo di Stato" ed ha esortato i suoi sostenitori a protestare con mezzi non violenti.
Il successivo 25 gennaio un tribunale ugandese ha stabilito che gli arresti domiciliari di Bobi Wine erano illegittimi.
Il 9 febbraio il Parlamento europeo ha approvato una risoluzione in cui si afferma che le elezioni erano state violente e né libere né eque.

## Risultati

### Elezioni presidenziali
| Yoweri Museveni      | Movimento di Resistenza Nazionale        | 5 851 037  | 58,64 |  |  |  |  |  |
| Bobi Wine            | Piattaforma di Unità Nazionale           | 3 475 298  | 34,83 |  |  |  |  |  |
| Patrick Oboi Amuriat | Forum per il Cambiamento Democratico     | 323 536    | 3,24  |  |  |  |  |  |
| Mugisha Muntu        | Alleanza per la Trasformazione Nazionale | 65 334     | 0,65  |  |  |  |  |  |
| Norbert Mao          | Partito Democratico                      | 55 665     | 0,56  |  |  |  |  |  |
| Henry Tumukunde      | Indipendente                             | 50 141     | 0,50  |  |  |  |  |  |
| Joseph Kabuleta      | Indipendente                             | 44 300     | 0,44  |  |  |  |  |  |
| Nancy Kalembe        | Indipendente                             | 37 469     | 0,38  |  |  |  |  |  |
| John Katumba         | Indipendente                             | 35 983     | 0,36  |  |  |  |  |  |
| Fred Mwesigye        | Indipendente                             | 24 673     | 0,25  |  |  |  |  |  |
| Willy Mayambala      | Indipendente                             | 14 657     | 0,15  |  |  |  |  |  |
| Totale               | Totale                                   | 9 978 093  | 100   |  |  |  |  |  |
|                      |                                          |            |       |  |  |  |  |  |
| Voti non validi      | Voti non validi                          | 381 386    | 3,68  |  |  |  |  |  |
| Votanti              | Votanti                                  | 10 359 479 |       |  |  |  |  |  |

### Elezioni parlamentari
| Liste                                | Voti | % | Seggi |
| ------------------------------------ | ---- | - | ----- |
| Movimento di Resistenza Nazionale    |      |   |       |
| Piattaforma di Unità Nazionale       |      |   |       |
| Forum per il Cambiamento Democratico |      |   |       |
| Partito Democratico                  |      |   |       |
| Totale                               |      |   | 426   |